# Shūgiin-Wahl 1976
- KPJ: 17
- SPJ: 123
- DSP: 29
- NLC: 17
- Kōmeitō: 55
- Unabh.: 21
- LDP: 249

Die Shūgiin-Wahl 1976 war die 34. Wahl zum Shūgiin, dem japanischen Unterhaus, und fand am 5. Dezember 1976 statt. Es war die erste und bisher einzige Shūgiin-Wahl der Nachkriegsgeschichte, der keine vorzeitige Auflösung des Shūgiin vorangegangen war, die also nach einer vollen Legislaturperiode von vier Jahren durchgeführt wurde.
Die Wahl stand ganz unter dem Eindruck des Lockheed-Skandals, bei dem 1976 bekannt wurde, dass der ehemalige Premierminister Tanaka Kakuei Bestechungsgelder im Gegenzug für öffentliche Aufträge erhalten hatte. Die Wahl wird in Japan daher auch als „Lockheed-Wahl“ (ロッキード選挙, rokkīdo senkyo) bezeichnet. Andere Wahlkampfthemen wie die Steigerung der Lebensqualität, die Bekämpfung der Umweltverschmutzung und die Inflation im Zuge der Ölkrise traten in den Hintergrund. Größter Wahlgewinner war die Kōmeitō, die sich stark für die Korruptionsbekämpfung engagierte.
Im Juli 1975 war eine Wahlrechtsreform beschlossen worden, nach der die Zahl der Wahlkreise erhöht wurde (nun: 1 Einer-, 47 Dreier-, 41 Vierer- und 41 Fünferwahlkreise) und die Gesamtzahl der Abgeordneten von 491 auf 511 stieg. Die Wahlbeteiligung betrug 73,44 %.
| Partei/Faktion   | Partei/Faktion                           | Stimmen    | Sitze | Änderung         | Änderung                         |
| ---------------- | ---------------------------------------- | ---------- | ----- | ---------------- | -------------------------------- |
| Partei/Faktion   | Partei/Faktion                           | Stimmen    | Sitze | zur letzten Wahl | zur Zusammensetzung vor der Wahl |
|                  | Liberaldemokratische Partei (LDP)        | 23.653.626 | 249   | −22              |                                  |
| Fukuda-Faktion   | Fukuda-Faktion                           |            | 51    | −4               |                                  |
| Tanaka-Faktion   | Tanaka-Faktion                           |            | 43    | −6               |                                  |
| Ōhira-Faktion    | Ōhira-Faktion                            |            | 39    | −6               |                                  |
| Nakasone-Faktion | Nakasone-Faktion                         |            | 39    | +1               |                                  |
| Miki-Faktion     | Miki-Faktion                             |            | 32    | −4               |                                  |
| Shiina-Faktion   | Shiina-Faktion                           |            | 11    | −7               |                                  |
| Mizuta-Faktion   | Mizuta-Faktion                           |            | 13    | −2               |                                  |
| Funada-Faktion   | Funada-Faktion                           |            | 8     | −1               |                                  |
| Ishii-Faktion    | Ishii-Faktion                            |            | 4     | −5               |                                  |
| ohne Faktion     | ohne Faktion                             |            | 9     | (+1)             |                                  |
|                  | Oppositionsparteien                      |            | 241   | +35              |                                  |
|                  | Sozialistische Partei Japans (SPJ)       | 11.713.009 | 123   | +5               |                                  |
|                  | Kōmeitō                                  | 6.177.300  | 55    | +26              |                                  |
|                  | Demokratisch-Sozialistische Partei (DSP) | 3.554.076  | 29    | −2               |                                  |
|                  | Kommunistische Partei Japans (KPJ)       | 5.878.192  | 17    | −21              |                                  |
|                  | Neuer Liberaler Klub                     | 2.363.985  | 17    | (+17)            |                                  |
|                  | Unabhängige                              | 3.227.463  | 21    | +7               |                                  |
| Summe            | Summe                                    | 56.612.765 | 511   | +20              | +37 (Vakanzen)                   |

## Auswirkungen
Die LDP erhielt nur 41,8 Prozent der Stimmen und verlor erstmals seit ihrer Gründung die absolute Mehrheit im Shūgiin. Premierminister und Parteivorsitzender Miki Takeo trat angesichts des verheerenden Wahlergebnisses zurück, damit war zum zweiten Mal in der Nachkriegsgeschichte nach der Wahl von 1947 der Premierminister nach der Wahl ein anderer als zuvor. Durch den Beitritt von elf Unabhängigen wurde die Regierungsfähigkeit der LDP wiederhergestellt. Am 23. Dezember wurde Fukuda Takeo, der Vorsitzende der stärksten Faktion und ein Verfechter innerparteilicher Reformen, von den LDP-Abgeordneten beider Kammern zum Parteivorsitzenden bestimmt und einen Tag später zum Premierminister gewählt.